# تاکی‌آریتمی
تاکی‌آریتمی یکی از انواع آریتمیهاست که به صورت ساده به هر گونه تاکی‌کاردی پاتولوژیک گفته می‌شود. تاکی‌آریتمی‌ها می‌توانند فوق‌بطنی، بطنی یا پراکسایتد باشند.

## انواع

### دهلیزی
- فلاتر دهلیزی
- فیبریلاسیون دهلیزی

### گره دهلیزی-بطنی
- ای‌وی‌ان‌آرتی
- سندرم ولف پارکینسون

### بطنی
- وی‌تک
- فلاتر بطنی